# Pepero

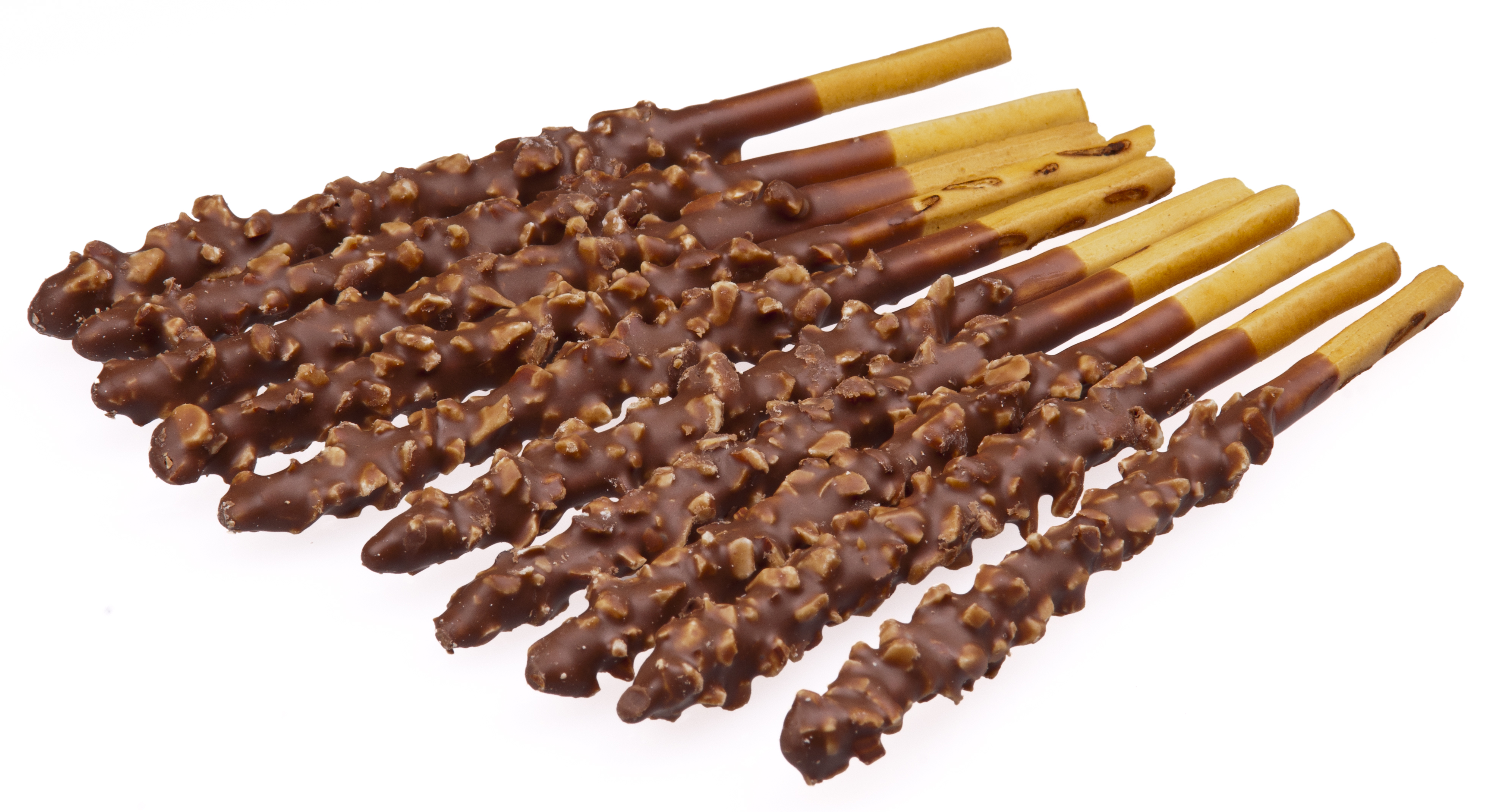
Pepero rudak

A Pepero (hangul: 빼빼로, ’Ppeppero’) különféle ízesítésű csokoládéba mártott ropirudacska, melyet a dél-koreai Lotte Confectionery gyárt 1983 óta. Az édesség eredetije egyes források szerint a Pocky, amit 1966 óta forgalmaz a japán Glico, a Lotte azonban tagadja, hogy a japán édességről mintázták volna a terméküket.

## Pepero-nap
A Pepero-napot minden évben november 11-én tartják Dél-Koreában, a dátumot azért választották, mert a 11/11 a Pepero-rudacskák alakjára hasonlít. A Valentin-naphoz hasonlóan ez a fiatalok ünnepe, ilyenkor Peperóval és egyéb édességekkel ajándékozzák meg egymást a koreaiak. A Pepero eladásának 50%-a ebben az időszakban történik. Egy városi legenda szerint a Pepero-nap 1994-ben kezdődött, amikor két középiskolás lány Peperót ajándékozott egymásnak, hogy „olyan nagyra és vékonyra nőjenek”, mint egy Pepero pálcika.